# The Forgotten Tales
The Forgotten Tales – album kompilacyjny zespołu Blind Guardian z 1996. Okładkę zaprojektował Andreas Marschall.

## Twórcy
- Hansi Kürsch – wokal, gitara basowa
- André Olbrich – gitara
- Marcus Siepen – gitara
- Thomas "Thomen" Stauch – perkusja

## Lista utworów
1. "Mr. Sandman" (Cover Chordettes) – 2:09
2. "Surfin'USA" (Cover Beach Boys) – 2:23
3. "Bright Eyes" (Akustyczna wersja) – 4:20
4. "Lord of the Rings" (Wersja z orkiestrą) – 3:55
5. "The Wizard" (Cover Uriah Heep) – 3:16
6. "Spread Your Wings" (Cover Queen) – 4:14
7. "Mordred's Song" (Akustyczna wersja) – 5:16
8. "Black Chamber" (Wersja z orkiestrą) – 1:15
9. "The Bard's Song" (Wersja Live) – 4:11
10. "Barbara Ann / Long Tall Sally" (Cover Beach Boys) – 1:43
11. "A Past and Future Secret" – 3:47
12. "To France" (Cover Mike Oldfield) – 4:40
13. "Theatre of Pain" (Wersja na orkiestrę) – 4:15

Edycja zremasterowana z 2007:
1. "Hallelujah" (Deep Purple cover, Roger Greenaway/Roger Cook) – 3:18
2. "Beyond the Realms of Death" (Judas Priest cover, Rob Halford/Les Binks) – 7:02
3. "Don't Talk to Strangers" (cover, Ronnie James Dio) – 4:49
4. "Mr. Sandman" (Video, Pat Ballard)
5. "The Bard's Song" (Video, Olbrich/Kürsch)

## Single
- "Mr. Sandman" (1996)